# Kűrium(III)-oxid
A kűrium(III)-oxid Cm2O3. egy radioaktív vegyület. Egyike a kűrium oxidoknak a másik a kűrium(IV)-oxid CmO2, a kűrium(III)-oxid a gyakoribb. Mindkét kűrium oxid szilárd anyag, nem oldódnak vízben de oldódnak ásványi savakban.

## Fordítás
- Ez a szócikk részben vagy egészben  a   Curium(III) oxide című angol Wikipédia-szócikk fordításán alapul.  Az eredeti cikk szerkesztőit annak laptörténete sorolja fel. Ez a jelzés csupán a megfogalmazás eredetét és a szerzői jogokat jelzi, nem szolgál a cikkben szereplő információk forrásmegjelöléseként.